# Kara-Köl
|  | Per a altres significats, vegeu «Karakol». |

Kara-Köl és un llac a la part occidental del riu Zarafshan a l'Uzbekistan entre Bukharà i Charjuy, a la conca anomenada Samdjan. El seu nom iranià és Bargin-farakh. Ha estat identificat com el Kara Köl esmentat a les inscripcions d'Orkhon. Fou teatre d'una batalla entre els Turcs Orientals manat per Kultigin o Kultegin (716-731) i els rebels Az (potser els turgesh o Turcs Occidentals). Txagatai i Ogodei hi van passar l'hivern del 1222 al 1223. Al segle xix els russos hi van construir un fort (Fort Kara-Köl) a la seva riba.